# 宮城県道240号石巻女川線
宮城県道240号石巻女川線（みやぎけんどう240ごう いしのまきおながわせん）は宮城県石巻市と同県牡鹿郡女川町を結ぶ一般県道である。途中日和大橋（716.6 m）を経由する。

## 概要
石巻市門脇から石巻港、日和大橋を経由して女川町中心部付近までを結ぶ県道で、起点および終点で国道398号と重複する。
現在でもこの路線は国道のバイパスとしての役割を果たしており、仙台方面から石巻市街を経由せずに女川、雄勝、牡鹿半島方面へ抜けるルートとして交通量も多い。

### 路線データ
- 起点：石巻市門脇
- 終点：牡鹿郡女川町鷲神浜
- 実延長：5,921.5 m[1]

## 歴史
- 1979年（昭和54年）7月20日 - 日和大橋開通[2]。
- 2000年（平成12年）8月 - 日和大橋無料化[2]。
- 2022年（令和4年）3月24日 - 浦宿橋 (324 m) が開通[3][注釈 1][4]。

## 路線状況

### 重複区間
- 国道398号：石巻市門脇字二番谷地（起点） - 同市双葉町
- 宮城県道2号石巻鮎川線：石巻市鹿妻南四丁目 - 同市渡波町一丁目
- 国道398号：石巻市鹿妻南四丁目 - 牡鹿郡女川町鷲神浜字堀切山（終点）

### 道路施設
- 日和大橋
石巻市内を流れる旧北上川に架かる橋梁。橋長は716.6 mあり、宮城県道の橋では県道丸森柴田線の槻木大橋、県道築館登米線の紫雲山大橋に次いで3番目に長い[1]。

## 地理

### 通過する自治体
- 石巻市
- 牡鹿郡女川町

### 交差する道路
- 国道45号（石巻市門脇字二番谷地・起点）
- 国道398号（石巻市双葉町）
- 宮城県道247号石巻工業港矢本線（石巻市門脇字元明神）
- 国道398号（宮城県道2号石巻鮎川線重複）（石巻市鹿妻四丁目）
- 宮城県道2号石巻鮎川線・宮城県道193号渡波停車場線（石巻市渡波町一丁目）
- 宮城県道234号稲井沢田線（石巻市沢田字折立）
- 国道398号浦宿橋（牡鹿郡女川町浦宿浜字三郎浜）
- 国道398号女川バイパス（宮城県道220号牡鹿半島公園線重複）（牡鹿郡女川町浦宿浜字小屋ノ口）
- 国道398号女川バイパス（牡鹿郡女川町鷲神浜字堀切山・終点）

### 沿線の施設
- 石巻南浜津波復興祈念公園
- 渡波海水浴場
- JR石巻線
  - 渡波駅
  - 沢田駅
  - 浦宿駅
- 宮城県立支援学校女川高等学園
- 女川町地域医療センター
- 女川港